# Caius Persius
Caius Persius (Kr. e. 2. század) római tudós.
A Gracchusok idejében élt, Caius Lucilius kortársa volt, aki – Cicero közlése szerint – nem akarta az ő iratait olvasni (Persium non curo legere). Egyes kutatók neki tulajdonítják Caius Fannius beszédét a szövetségesekről és a latin névről Gracchus ellen.